# The Vampire (film, 1913)

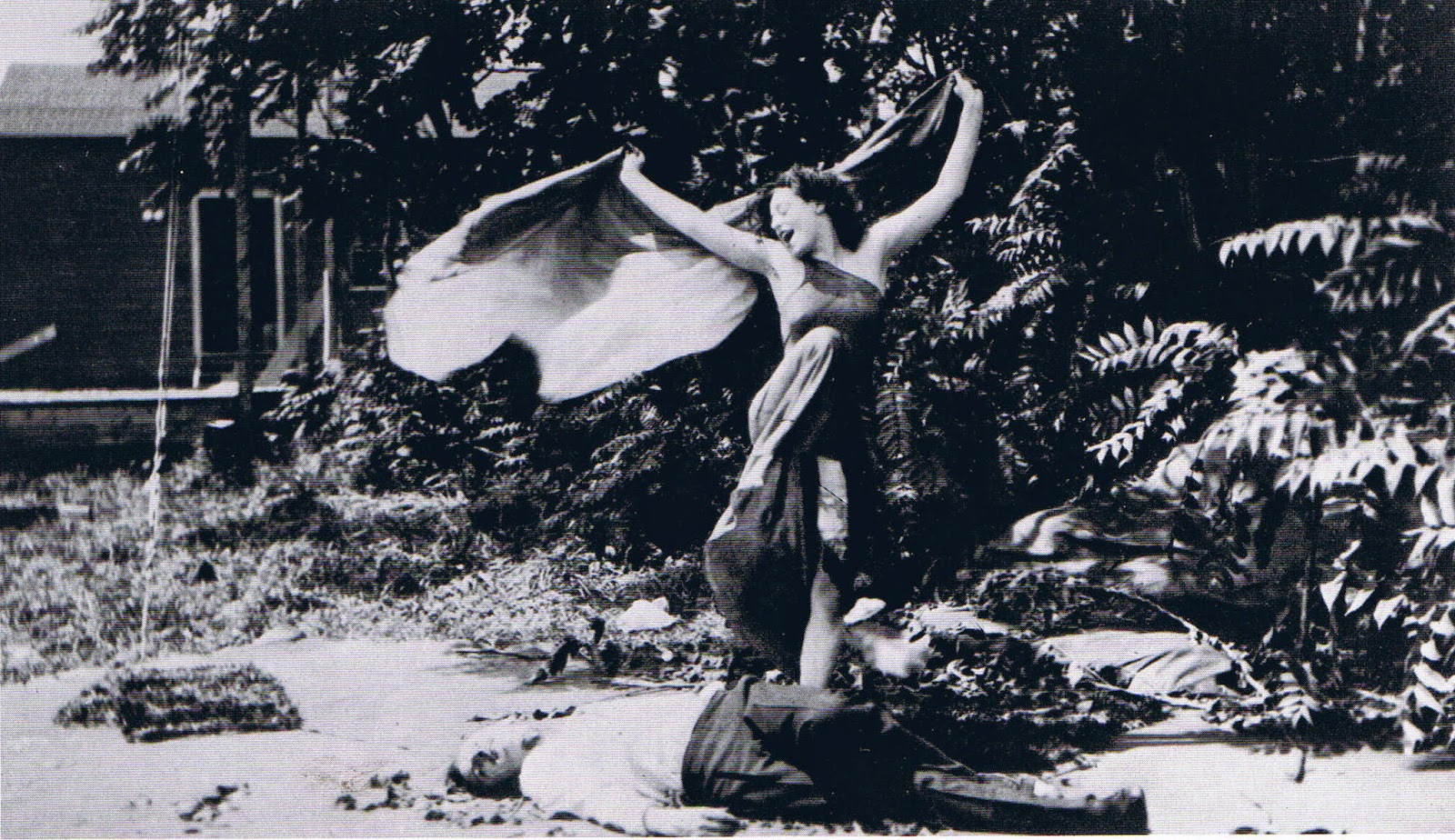
Alice Eis et Bert French dans The Vampire

Pour les articles homonymes, voir Vampire (homonymie).
The Vampire est un film américain réalisé par Robert G. Vignola sorti en 1913, basé sur le poème éponyme de Rudyard Kipling paru en 1897. Il est considéré comme étant le premier film mettant en scène une « vamp », ou femme fatale,.

## Synopsis
Harold Brentwell va en ville pour trouver un travail et rencontre Sybil, une aventurière. Harold est totalement fasciné par Sybil et oublie sa fiancée Hene, mais en fait Sybil est en réalité une vamp qui va détruire sa vie. Il perd son travail et devient alcoolique. Abandonné par Sybil, désespéré et solitaire, il va au théâtre et assiste à la « danse du vampire », décrivant un homme totalement sous l'emprise d'une femme.

## Fiche technique
- Réalisation : Robert G. Vignola
- Scénario : T. Hayes Hunter d'après Rudyard Kipling
- Directeur de la photographie : George K. Hollister
- Production : Kalem Film Manufacturing Company
- Durée: 38 minutes
- Date de sortie : 
  - États-Unis : 15 octobre 1913
- Statut du film : une copie existe dans les archives du George Eastman Museum[3].

## Distribution
- Alice Hollister : Sybil le Vampire
- Harry F. Millarde : Harold Brentwell
- Marguerite Courtot : Helen
- Henry Hallam : Martin
- Bert French et Alice Eis : les danseurs
- Robert G. Vignola (non crédité)

## Production
Le film a été tourné à Cliffside Park au New Jersey.